# Beat the Boots III
Beat the Boots III je box set Franka Zappy, který byl k dostání jen na serverech Amazon, iTunes a Napster. Jedná se o ilegální nahrávky z koncertů. Disky 1 a 2 byly vydány 25. ledna 2009, disky 3 a 4 byly vydány 31. ledna 2009 a poslední dva disky byly vydány 1. února 2009.

## Seznam skladeb
| Disk 1 | Disk 1                        | Disk 1 |
| Pořadí | Název                         | Délka  |
| ------ | ----------------------------- | ------ |
| 1.     | Vpro Intro                    | 0:24   |
| 2.     | Status Back Baby              | 1:19   |
| 3.     | Ned The Mumbler               | 1:46   |
| 4.     | Toads of the Short Forest     | 1:48   |
| 5.     | In Memorium, Hieronymus Bosch | 5:02   |
| 6.     | Oh, In the Sky                | 2:27   |
| 7.     | Directly from My Heart To You | 5:45   |
| 8.     | Twinkle Tits                  | 10:09  |
| 9.     | T'Mershi Duween               | 2:18   |
| 10.    | Black Napkins                 | 4:31   |
| 11.    | Dong Work For Yuda            | 2:54   |
| 12.    | Mo's Vacation                 | 4:09   |
| 13.    | The Black Page #2             | 2:58   |
| 14.    | Suicide Chump                 | 9:11   |

| Disk 2 | Disk 2                                    | Disk 2 |
| Pořadí | Název                                     | Délka  |
| ------ | ----------------------------------------- | ------ |
| 1.     | Heavy Duty Judy                           | 4:40   |
| 2.     | Pick Me, I'm Clean                        | 3:31   |
| 3.     | Teen-Age Wind                             | 3:06   |
| 4.     | Harder Than Yer Husband                   | 2:32   |
| 5.     | Bamboozled By Love                        | 3:07   |
| 6.     | Falling In Love Is a Stupid Habit         | 1:45   |
| 7.     | This Is My Story                          | 1:21   |
| 8.     | Whipping Post                             | 6:26   |
| 9.     | Clownz on Velvet                          | 5:55   |
| 10.    | In France                                 | 3:53   |
| 11.    | Broken Hearts Are For Assholes (Explicit) | 5:47   |
| 12.    | I Am the Walrus                           | 3:15   |
| 13.    | America the Beautiful                     | 3:15   |
| 14.    | America Drinks & Goes Home                | 0:51   |
| 15.    | Studebacher Hoch                          | 6:07   |
| 16.    | Don't Fuck Around (Explicit)              | 1:32   |
| 17.    | Too on the Town                           | 0:22   |
| 18.    | Truck Driver Divorce                      | 1:26   |

| Disk 3 | Disk 3                             | Disk 3 |
| Pořadí | Název                              | Délka  |
| ------ | ---------------------------------- | ------ |
| 1.     | The World's Greatest Sinner        | 11:58  |
| 2.     | Spontaneous Minimalist Composition | 2:00   |
| 3.     | Sinister Footwear                  | 26:08  |
| 4.     | The Black Page                     | 2:05   |
| 5.     | Pedro's Dowry                      | 8:27   |
| 6.     | None of the Above                  | 6:29   |

| Disk 4 | Disk 4                            | Disk 4 |
| Pořadí | Název                             | Délka  |
| ------ | --------------------------------- | ------ |
| 1.     | The Eric Dolphy Memorial Barbeque | 10:15  |
| 2.     | Hungry Freaks, Daddy              | 3:39   |
| 3.     | The Wild Man Fischer Story        | 3:39   |
| 4.     | I'm The Meany                     | 1:36   |
| 5.     | Bacon Fat                         | 3:50   |
| 6.     | King Kong                         | 29:15  |

| Disk 5 | Disk 5                                                    | Disk 5 |
| Pořadí | Název                                                     | Délka  |
| ------ | --------------------------------------------------------- | ------ |
| 1.     | The Return of the Hunchback Duke                          | 8:39   |
| 2.     | Help, I'm A Rock                                          | 5:20   |
| 3.     | What It Was                                               | 10:10  |
| 4.     | Medley: Son Of Mr. Green Genes/King Kong/Chunga's Revenge | 21:25  |
| 5.     | Watts                                                     | 5:19   |
| 6.     | Penguin In Bondage                                        | 5:12   |
| 7.     | T'Mershi Duween                                           | 1:52   |
| 8.     | The Dog Breath Variations                                 | 1:47   |
| 9.     | Uncle Meat                                                | 2:34   |
| 10.    | Rondo Hattom on Guitar                                    | 5:13   |

| Disk 6 | Disk 6                              | Disk 6 |
| Pořadí | Název                               | Délka  |
| ------ | ----------------------------------- | ------ |
| 1.     | Ride My Face to Chicago             | 3:16   |
| 2.     | I'm the Slime                       | 4:25   |
| 3.     | Be In My Video                      | 3:23   |
| 4.     | He's So Gay                         | 2:27   |
| 5.     | Cocksucker's Ball (Explicit)        | 1:03   |
| 6.     | Wplj                                | 1:37   |
| 7.     | What's New in Baltimore?            | 2:49   |
| 8.     | Hot Plate Heaven at the Green Hotel | 3:21   |
| 9.     | Carol You Fool                      | 3:58   |
| 10.    | Chana in the Bushwap                | 3:57   |
| 11.    | Kreega Bundola                      | 15:14  |
| 12.    | I'm the Slime                       | 3:13   |
| 13.    | The Purple Lagoon                   | 3:52   |
| 14.    | Peaches En Regalia                  | 3:23   |
| 15.    | Dancin' Fool                        | 3:56   |
| 16.    | The Meek Shall Inherit Nothing      | 3:33   |
| 17.    | St. Alphonzo's Pancake Breakfast    | 4:17   |